# 拉里坦 (伊利諾伊州)
拉里坦（英語：Raritan）是位於美國伊利諾伊州亨德森縣的一個村落。

## 地理
拉里坦的座標為40°41′48″N 90°49′37″W / 40.69667°N 90.82694°W，而該地最高點為海拔高度232米（即761英尺）。

## 人口
根據2010年美國人口普查的數據，拉里坦的面積為0.25平方千米，當中陸地面積為0.25平方千米，而水域面積為0.00平方千米。當地共有人口138人，而人口密度為每平方千米552人。